# Сукхотай Тхамматират (открытый университет)
Открытый университет Сукхотай Тхамматират (тайск.  มหาวิทยาลัยสุโขทัยธรรมาธิราช, англ. Sukhothai Thammathirat Open University, STOU) — один из двух открытых университетов Таиланда. Находится в городе Паккрет, провинция Нонтхабури. Первый университет в Юго-Восточной Азии, использовавший дистанционную систему обучения.

## История
Открытый университет Сукхотай Тхамматират был основан 5 сентября 1978 года указом таиландского короля и стал одиннадцатым государственным университетом в Таиланде. Король Пхумипон Адульядет Рама IX наименовал университет Сукхотай Тхамматират в честь короля Прачадипок Рамы VII, который до своего восшествии на трон был принцем Сукхотай Тхамматират.
Университет получил свою первую академическую аккредитацию 1 декабря 1980 года. До этого времени в университете действовали три факультета: педагогический, свободных искусств и управленческий. С 1979 по 1984 год университет не имел своих помещений и находился в различных государственных учреждениях. В 1981 году университет приобрёл здания в городе Паккрет в провинции Нонтхабури. На новом месте университет начал работать с 9 декабря 1984 года.

## В настоящее время
В настоящее время в университете действуют 12 факультетов:
- Факультет науки и технологии;
- Педагогический факультет;
- Управленческий факултет;
- Юридический факультет;
- Факультет здравоохранения;
- Факультет домоводства;
- Политологический факультет;
- Сельскохозяйственно-кооперативный факультет;
- Факультет общественных отношений;
- Факультет сестринского дела;
- Факультет технических наук.
- Философский факультет.

Отделения университета действуют в городах Лампанг, Сукхотай, Накхонсаван, Удонтхани, Убонратчатхани, Накхоннайок, Пхетчабури, Чантхабури, Накхонситхаммарат, Яла.